# Pfarrhaus (Landensberg)

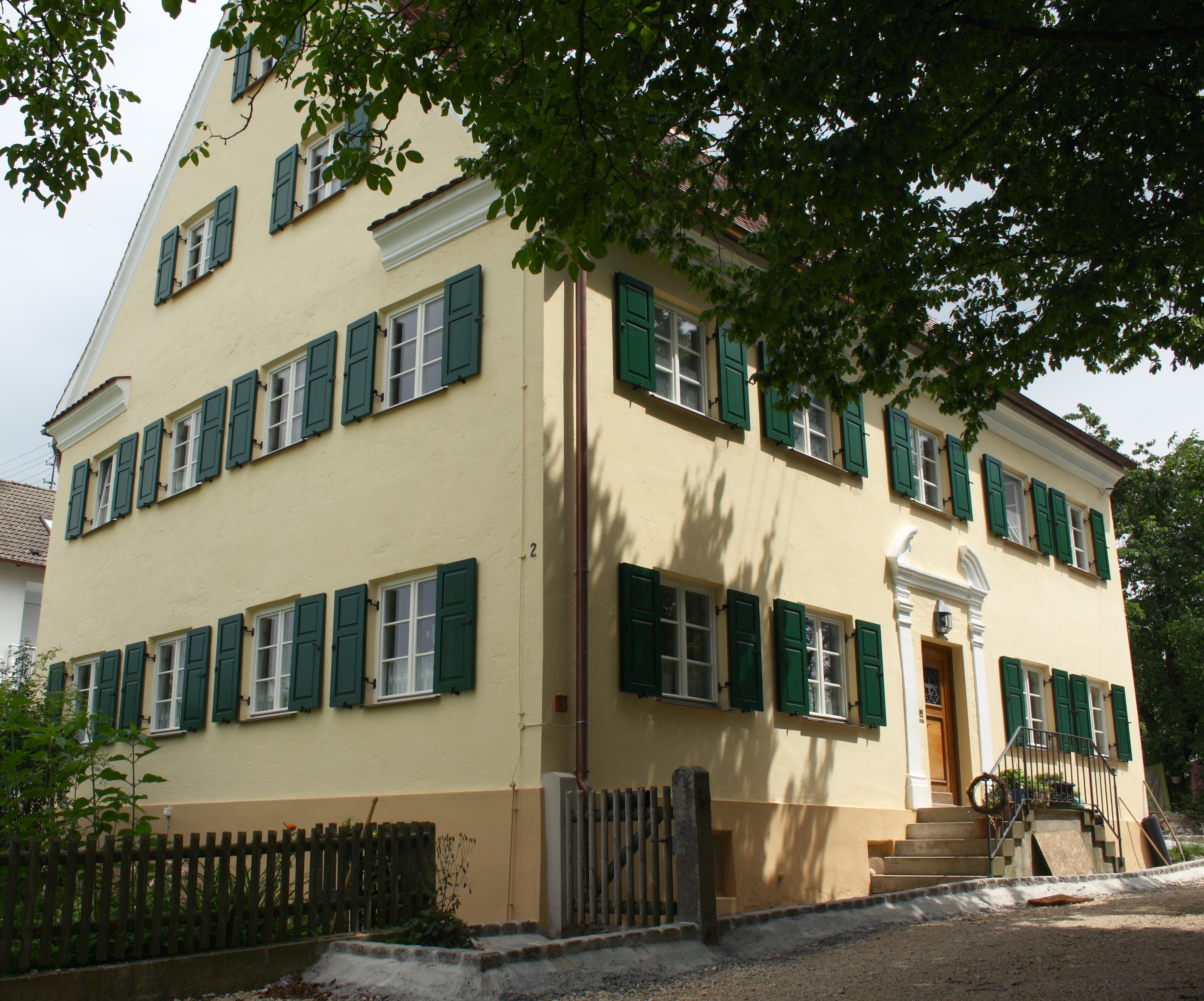
Ehemaliges Pfarrhaus in Landensberg

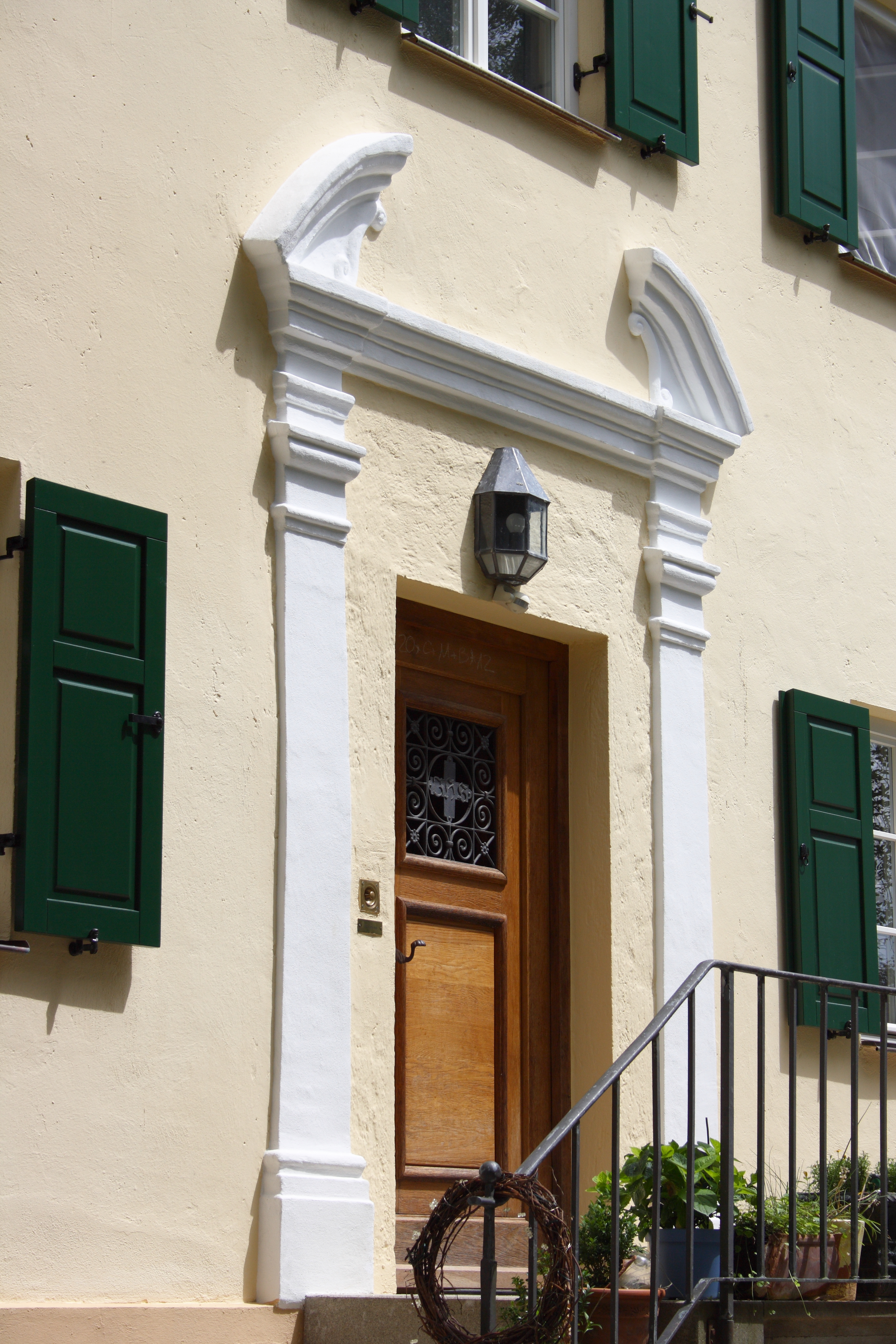
Portal

Das Pfarrhaus in Landensberg, einer Gemeinde im Landkreis Günzburg im bayerischen Regierungsbezirk Schwaben, wurde im 18. Jahrhundert errichtet. Das ehemalige Pfarrhaus an der Ortsstraße 2 ist ein geschütztes Baudenkmal.

## Beschreibung
Der zweigeschossige Satteldachbau besitzt vier zu fünf Fensterachsen. Eine zweiseitige Freitreppe führt zum Portal, das von einem gesprengten Giebel auf Lisenen ruhend geschmückt wird.